# Église de tous les mondes

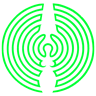
"Dearinth" Le sceau officiel de l'organisation, Inc.

L'Église de tous les mondes (En anglais Church of All Worlds: CAW) est un groupe religieux américain néopaganiste basé à Cotati, en Californie. Il s'est donné pour mission de développer une mythologie et un cadre de pratiques afin de permettre le "réveil de Gaia" et la réunion ses "enfants" dans une communauté tribale.
Oberon Zell-Ravenheart (Timothy Zell de son vrai nom) fondateur principal de cette organisation, tient le rôle de "Primat" alors que son épouse, Morning Glory Zell-Ravenheart (décédée en 2014), est qualifiée de "Grande Prêtresse". L'Eglise a été formée en 1962, se développant à partir d'un groupe d'amis et de sympathisants en s'inspirant d'une religion fictive du même nom dans le roman de science-fiction Stranger in a Strange Land (1961) de Robert A. Heinlein. La mythologie rédigée par l'église inclut d'ailleurs des éléments issus de la science-fiction.
Les membres de l'Église de tous les mondes, appelés Waterkin, adhèrent au paganisme, mais l'organisation affirme ne pas être fondée sur des dogmes. Les membres sont encouragé à faire l'expérience de la Divinité tout en respectant les points de vue des autres. Ils reconnaissent principalement "Gaea", la Déesse Mère de la Terre et le Dieu Père, ainsi que le royaume des Fées et les divinités de nombreux autres panthéons. Beaucoup de leurs célébrations rituelles sont centrées sur les dieux et les déesses de la Grèce antique.

## Formation
L'organisation a commencé en 1961 au sein d'un groupe d'amis du lycée et en particulier avec Richard Lance Christie originaire de Tulsa, en Oklahoma. Christie était fasciné par les concepts de «réalisation de soi» du psychologue américain Abraham Maslow, et après avoir rencontré Timothy Zell au Westminster College de Fulton, dans le Missouri, il commence des expériences de perception extrasensorielle. A cette époque, le groupe découvre le roman de science-fiction de Heinlein, En terre étrangère (1961), qui est deviendra une importante source d'inspiration.
Le livre de Heinlein, combiné aux concepts d'auto-actualisation de Maslow, a conduit à la formation d'un premier groupe que Zell et Christie ont appelée Atl, mot aztèque pour "eau" signifiant également "la maison de nos ancêtres".
Finalement, Zell fonde l'Église de tous les mondes à partir d'Atl et dépose une demande d'enregistrement en tant qu'église en 1967. Elle est officiellement agréée le 4 mars 1968, ce qui en fait la première religion dite "de la Terre" à obtenir la reconnaissance aux États-Unis.

## Première organisation et croyances
L'Église de tous les mondes a modelé son organisation en s'inspirant du roman de Heinlein : les assemblées de membres sont des "nids" constitués de cercles de progression portant le nom d'une planète. Le dogme de base de l'église est le refus de tout dogme. La «croyance» de base est une «absence de croyance». Au sein de l'organisation, le seul péché est l'hypocrisie et le seul crime aux yeux de l'église est de s'ingérer dans la vie d'une autre personne.

## Évolution
En 1974, les membres de l'église avaient des nids dans plus d'une douzaine d'États des États-Unis. Cette année-là, Timothy Zell épouse Diana Moore (Morning Glory de son nom de membre) et en 1976, ils s'installent à Eugene, en Oregon, puis sur les terres de Coeden Brith dans le nord de la Californie.
À la suite de l'éloignement de Zell de la direction centrale, l'Église souffre de conflits internes qui conduisent à sa quasi dissolution. En 1978, le siège social se déplace vers la Californie pour se rapprocher du couple Zell et la structure du nid à neuf cercles est révisée. L'organisation a ensuite servi pendant plusieurs années d'organisation faîtière pour ses filiales.

## Filiales
En 1977, Diana Moore fonde l'Ecosophical Research Association (ERA) pour faire des recherches sur les traditions et les légendes. Son premier projet, en 1980, consiste en la création de licornes vivantes. En effet, le couple affirme que dans l'art primitif les licornes étaient représentées davantage comme des chèvres que comme des chevaux. Ils ont alors l'idée de recourir à des greffes chirurgicales de bourgeons de corne de chevreaux, prélevés au cours de leur première semaine de vie, dans le but de donner aux chèvres l'apparence de licornes. Ils affirment que ce procédé est en fait une antique procédure de conception des licornes. Certaines de ces "licornes" participeront aux exhibitions du Ringling Brothers Circus pendant un certain temps. En 1985, L'ERA parraine une expédition destinée à trouver des sirènes en Papouasie, Nouvelle-Guinée. Puis il conçoit un autre projet qui consistait à organiser un rituel mondial en mai 1996 pour puiser dans l'Oracle de Delphes et le réactiver. Le rite, dirigé depuis Delphes par une prêtresse de l’Église, Maerian Morris, sera mené simultanément dans différents fuseaux horaires. Il constitue une des premières tentatives d'utilisation d'une communauté virtuelle pour l'exécution d'un rituel. La réactivation de Delphes fait l'objet d'une série de six articles dans le magazine de l'organisation "Green Egg" (numéros 125 à 130) de novembre/décembre 1998 à septembre/octobre 1999.
En 1978, l'Église de tous les mondes fusionne avec Nemeton, une organisation païenne fondée par Gwydion Pendderwen et Alison Harlow. En 1987, l'organisation absorbe également Forever Forests, une autre des organisations de Pendderwen. Un dérivé de Forever Forests appelée Lifeways, a également été fondé en 1983 par Anodea Judith, ancienne présidente et grande prêtresse de l’Église.
En 1978, le couple Zell fonde une autre filiale, le Holy Order of Mother Earth (HOME) dédiée à la vie magique et au travail avec la terre.
Oberon et Morning Glory ont participé à plus de vingt festivals paganistes Starwood (et à quelques symposiums WinterStar) au cours des 25 dernières années. Pour cette raison, il y a eu une présence de l'Église aux Starwoods, appelée CAWmunity, pendant plus d'une décennie.

## Première Renaissance
Au milieu des années 1980, l'Église de tous les mondes  avait pratiquement cessé ses activités à l'extérieur d'Ukiah, en Californie, où le couple Zell avait déménagé en 1985. Anodea Judith assume la présidence jusqu'en 1991 et réorganise la structure de l'organisation afin de développer les réunions des "nids", de proposer des cours de formation, de nouveaux rituels et des publications. À la fin des années 1980, l'organisation avait augmenté son développement à l'échelle internationale, notamment en Australie, où elle fut légalement enregistrée en 1992.
En 1998, Oberon prend un an et un jour sabbatique de son rôle de primat et le siège de l'église est déplacé à Toledo, dans l'Ohio.

## Tentative de cessation et seconde renaissance
En août 2004, le conseil d'administration décide de mettre fin aux activités du groupe en raison de difficultés financières et juridiques. Cependant, en janvier 2006, grâce aux efforts de Jack Crispin Cain, l'organisation est rétablie sous la direction du couple Zell. En 2007, Green Egg, la revue de l'organisation passe à un format en ligne. La « 3e résurrection du Phénix de l'Église » se poursuivrait jusqu'à nos jours.